# لاوري كريستيان ريلاندر

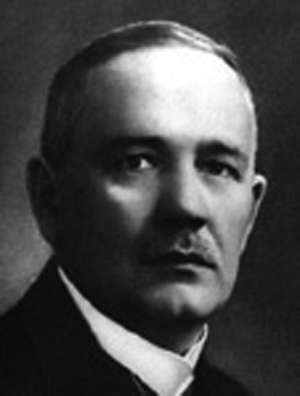
لاوري ريلاندر

لاوري كريستيان ريلاندر (Lauri Kristian Relander؛ كوركيوكي، 31 مايو 1883 – هلسنكي، 9 فبراير 1942) الرئيس الفنلندي الثاني تولى منصبه بين عامي 1925 و 1931 .كان عضوا بارزا في الرابطة الزراعية، خدم في البرلمان الفنلندي ورئيسا له قبل توليه رئاسة الدولة.

## الرئيس
كرئيس، كان ريلاندر سياسياً قليل الخبرة وشاب. يمكن أن الساسة وقادة الرأي الآخر لا تأخذه على محمل الجد [بحاجة لمصدر]. قد لا Relander قاعدة سياسية للحديث عن، واعتبرت انه قد لا يوجد برنامج خاص لرئاسته [الاقتباس حاجة] ، والتي انخفضت أيضا عن دعمه.. ووجه عدد الزيارات ريلاندر حتى في حالة استمرار ورحلات نقد، مما يؤدي إلى الحصول على لقب له من ريسو - لاسي ('السفر لاري'). ومقارنة باستمرار ان كارلو يوهو ستولبيرغ وأدائه كرئيس للبلاد. وتميل خزائن خلال فترة ولايته إلى أن تكون ضعيفة، وحكومة أقلية لم يدم طويلا، كما هو الحال في معظم الديمقراطيات الأوروبية في ذلك الوقت. جميع في كل شيء، ويتذكر ريلاندر باعتباره زعيما ضعيفا. من ناحية أخرى، كان ريلاندر مثالي الذي أعرب عن أسفه لصلابة من اللعبة السياسية وحكومات الأقلية يفضل الأفراد يفترض ممتازة على الحكومات غالبية الأفراد المجرد وفيما لا يمكن أن يعتبر ريلاندر رئيس قوي، وقال انه عدد قليل من الأشياء البارزة خلال ولايته واحد : يسمح له على الحزب الاشتراكي الديموقراطي لتشكيل حكومة أقلية (1926-1927) ، الذي عين أول وزير فنلندا مجلس الوزراء للإناث، مينا سيلانبا (كما هو مساعد وزير الرعاية الاجتماعية) ، حل البرلمان مرتين (في عام 1929 بسبب نزاع على المدني رواتب الموظفين، وعام 1930 لجعل البرلمان حظر الحزب الشيوعي، الأمر الذي يتطلب تعديلا دستوريا، وبالتالي على أغلبية الثلثين) ، تحدث عموماً مؤيداً حركة لابوا اليمينية المتطرفة، حتى بدأت باختطاف مختلف معارضيها السياسيين . كما احتفظ بصداقة وثيقة مع زعيم الديمقراطي الاشتراكي فاينو تانر .